# Marignac-Lasclares
Marignac-Lasclares är en kommun i departementet Haute-Garonne i regionen Occitanien i södra Frankrike. Kommunen ligger i kantonen Le Fousseret som tillhör arrondissementet Muret. År 2022 hade Marignac-Lasclares 476 invånare.

## Befolkningsutveckling
Antalet invånare i kommunen Marignac-Lasclares
Referens:INSEE